# PJ Morton
PJ Morton (nacido como Paul Morton Jr., el 29 de marzo de 1981, Luisiana, Estados Unidos) es un músico y productor musical estadounidense, ganador de un Grammy; actualmente también es el teclista de la banda de pop-rock Maroon 5.
El 27 de marzo de 2012, P.J. lanzó su proyecto solista, un EP de distribución libre llamado "Following My First Mind", en el sello de Lil Wayne, Young Money Entertainment; el mismo está compuesto por 7 temas, con diferentes estilos e instrumentos. El primer sencillo, Heavy, cuenta con la colaboración de Adam Levine, el cantante y líder de la banda Maroon 5 y entrenador del programa de NBC The Voice. Otros artistas invitados en el disco son Lil Wayne, Jazmine Sullivan y Chantee Cann. P.J. está actualmente trabajando en completar su álbum debut.

## Inicios
Nacido en Nueva Orleans, creció en un entorno musical y cultural muy rico, en el cual pudo desarrollar su talento. Aunque la música con la cual creció fue el gospel, estuvo influenciado por artistas como Los Beatles y James Taylor, así como por leyendas del soul como Stevie Wonder. Tales influencias diversas alentaron a P.J. a encontrar su veta artística y a crecer musicalmente.

## Maroon 5
El salto para Morton se dio en 2010, cuando el director musical de Maroon 5 y amigo de P.J. Adam Blackstone le pidió audicionar para el rol de vocalista/tecladista en la banda. P.J. fue el primero en ser evaluado y dejó una marca indeleble en el grupo. Desde entonces, ha tocado con Maroon 5 en conciertos y otras presentaciones en vivo. Se convirtió en 2012 en miembro oficial.

## Young Money y el EP "Following My First Mind"
El trabajo de P.J. en solitario atrajo la atención del presidente de Young Money Entertainment, Mack Maine, quien convenció a P.J. de firmar para su compañía productora Soothe Your Soul Entertainment y para su sello en 2011. Maine reconoció al instante el talento de Morton, junto con los directivos de Cash Money Record Ronald "Slim" Williams y Brian "Birdman" Williams, y el capitán de Young Money Entertainment, Lil Wayne. Con respecto a Morton y su EP, Maine expresó:

«Firmé con P.J. porque su música no solamente endulza tus oídos, sino que endulza tu alma. Su música verdaderamente impacta tus emociones y se cuela en tu mente. Hemos sabido que P.J. es un artista especial por muchos años, y ahora con Young Money Entertainment siendo capaz de compartir su música a gran escala, el mundo entero lo sabrá».

Por su parte, P.J. declaró:

« Estaba emocionado desde el principio por la oportunidad con Young Money, porque son casi el único sello que habla sobre creatividad e individualidad. Ellos tienen una lista de estrellas, pero cada acto es artísticamente único. Son los únicos haciendo las cosas como los viejos sellos lo hacían en los viejos tiempos cuando estaba Marvin Gaye creando algo muy diferente a Stevie Wonder, quien hacía las cosas muy diferente a Donny Hathaway; aun así, todo ello era celebrado, todo tenía éxito».

El EP "Following My First Mind" fue finalmente lanzado al mercado el 27 de marzo de 2012.

## Otros trabajos
Luego de ganar un Grammy por componer y producir el álbum de India Arie "Interested", P.J. ganó sus nominaciones en los certámenes Dove y Stellar, dos entregas de premios a la música gospel. Su colaboración con el cantante de dicho estilo DeWayne Woods dio lugar a un enorme salto en su carrera. El testimonio que P.J. articuló en "Let Go, Let God" lo catapultó a los primeros puestos de las listas por 17 semanas y recibiño numerosos premios y reconocimientos. Llamó asimismo la atención del compositor ganador del Oscar, A.R. Rahman (responsable de la música de "Quién quiere ser millonario?"). A. R. aprovechó la ocasión para pedirle su contribución con el tema "Sajna" para la banda de sonido de la comedia Solo para Parejas, protagonizada por Vince Vaughn. P.J. ha producido y escrito además para artistas dignos de mención y ganadores de disco de platino como Jermaine Dupri, LL Cool J, Jagged Edge, Monica, India Arie, la estrella del gospel Fred Hammond y Heather Headley.
En 2009, P.J. se aventuró en el mundo literario, publicando un libro titulado "Why Can't I sing About Love?" («¿Porqué no puedo cantar sobre el amor?»). El libro aborda la idea de que la música sacra y la música secular (no sacra) sobre el amor vienen del mismo lugar, si se tiene la idea de que Dios es Amor y el Amor es Dios.